# Lijst van bruine klapdeurspinnen
De lijst van bruine klapdeurspinnen bevat alle wetenschappelijk beschreven soorten uit de familie van bruine klapdeurspinnen (Nemesiidae).

## Acanthogonatus
Acanthogonatus Karsch, 1880
- Acanthogonatus alegre Goloboff, 1995
- Acanthogonatus birabeni Goloboff, 1995
- Acanthogonatus brunneus (Nicolet, 1849)
- Acanthogonatus campanae (Legendre & Calderón, 1984)
- Acanthogonatus centralis Goloboff, 1995
- Acanthogonatus chilechico Goloboff, 1995
- Acanthogonatus confusus Goloboff, 1995
- Acanthogonatus ericae Indicatti et al., 2008
- Acanthogonatus francki Karsch, 1880
- Acanthogonatus fuegianus (Simon, 1902)
- Acanthogonatus hualpen Goloboff, 1995
- Acanthogonatus huaquen Goloboff, 1995
- Acanthogonatus incursus (Chamberlin, 1916)
- Acanthogonatus juncal Goloboff, 1995
- Acanthogonatus mulchen Goloboff, 1995
- Acanthogonatus nahuelbuta Goloboff, 1995
- Acanthogonatus notatus (Mello-Leitão, 1940)
- Acanthogonatus parana Goloboff, 1995
- Acanthogonatus patagallina Goloboff, 1995
- Acanthogonatus patagonicus (Simon, 1905)
- Acanthogonatus peniasco Goloboff, 1995
- Acanthogonatus pissii (Simon, 1889)
- Acanthogonatus quilocura Goloboff, 1995
- Acanthogonatus recinto Goloboff, 1995
- Acanthogonatus subcalpeianus (Nicolet, 1849)
- Acanthogonatus tacuariensis (Pérez-Miles & Capocasale, 1982)
- Acanthogonatus tolhuaca Goloboff, 1995
- Acanthogonatus vilches Goloboff, 1995

## Aname
Aname L. Koch, 1873
- Aname armigera Rainbow & Pulleine, 1918
- Aname atra (Strand, 1913)
- Aname aurea Rainbow & Pulleine, 1918
- Aname barrema Raven, 1985
- Aname blackdownensis Raven, 1985
- Aname camara Raven, 1985
- Aname carina Raven, 1985
- Aname coenosa Rainbow & Pulleine, 1918
- Aname collinsorum Raven, 1985
- Aname comosa Rainbow & Pulleine, 1918
- Aname cuspidata (Main, 1954)
- Aname distincta (Rainbow, 1914)
- Aname diversicolor (Hogg, 1902)
- Aname earthwatchorum Raven, 1984
- Aname fuscocincta Rainbow & Pulleine, 1918
- Aname grandis Rainbow & Pulleine, 1918
- Aname hirsuta Rainbow & Pulleine, 1918
- Aname humptydoo Raven, 1985
- Aname inimica Raven, 1985
- Aname kirrama Raven, 1984
- Aname longitheca Raven, 1985
- Aname maculata (Rainbow & Pulleine, 1918)
- Aname mainae Raven, 2000
- Aname pallida L. Koch, 1873
- Aname platypus (L. Koch, 1875)
- Aname robertsorum Raven, 1985
- Aname tasmanica Hogg, 1902
- Aname tepperi (Hogg, 1902)
- Aname tigrina Raven, 1985
- Aname tropica Raven, 1984
- Aname turrigera Main, 1994
- Aname villosa (Rainbow & Pulleine, 1918)
- Aname warialda Raven, 1985

## Atmetochilus
Atmetochilus Simon, 1887
- Atmetochilus atriceps Pocock, 1900
- Atmetochilus fossor Simon, 1887

## Brachythele
Brachythele Ausserer, 1871
- Brachythele anomala Schenkel, 1950
- Brachythele bentzieni Zonstein, 2007
- Brachythele denieri (Simon, 1916)
- Brachythele icterica (C. L. Koch, 1838)
- Brachythele incerta Ausserer, 1871
- Brachythele langourovi Lazarov, 2005
- Brachythele longitarsis Simon, 1891
- Brachythele media Kulczyński, 1897
- Brachythele speculatrix Kulczyński, 1897
- Brachythele varrialei (Dalmas, 1920)

## Calisoga
Calisoga Chamberlin, 1937
- Calisoga centronetha (Chamberlin & Ivie, 1939)
- Calisoga sacra Chamberlin, 1937
- Calisoga theveneti (Simon, 1891)

## Chaco
Chaco Tullgren, 1905
- Chaco melloleitaoi (Bücherl, Timotheo & Lucas, 1971)
- Chaco obscura Tullgren, 1905
- Chaco patagonica Goloboff, 1995
- Chaco sanjuanina Goloboff, 1995
- Chaco socos Goloboff, 1995
- Chaco tecka Goloboff, 1995
- Chaco tigre Goloboff, 1995
- Chaco tucumana Goloboff, 1995

## Chenistonia
Chenistonia Hogg, 1901
- Chenistonia caeruleomontana (Raven, 1984)
- Chenistonia hickmani (Raven, 1984)
- Chenistonia maculata Hogg, 1901
- Chenistonia montana (Raven, 1984)
- Chenistonia trevallynia Hickman, 1926

## Chilelopsis
Chilelopsis Goloboff, 1995
- Chilelopsis calderoni Goloboff, 1995
- Chilelopsis puertoviejo Goloboff, 1995
- Chilelopsis serena Goloboff, 1995

## Damarchus
Damarchus Thorell, 1891
- Damarchus assamensis Hirst, 1909
- Damarchus bifidus Gravely, 1935
- Damarchus cavernicola Abraham, 1924
- Damarchus excavatus Gravely, 1921
- Damarchus montanus (Thorell, 1890)
- Damarchus oatesi Thorell, 1895
- Damarchus workmani Thorell, 1891

## Diplothelopsis
Diplothelopsis Tullgren, 1905
- Diplothelopsis bonariensis Mello-Leitão, 1938
- Diplothelopsis ornata Tullgren, 1905

## Flamencopsis
Flamencopsis Goloboff, 1995
- Flamencopsis minima Goloboff, 1995

## Hermachura
Hermachura Mello-Leitão, 1923
- Hermachura leuderwaldti Mello-Leitão, 1923

## Iberesia
Iberesia Decae & Cardoso, 2006
- Iberesia brauni (L. Koch, 1882)
- Iberesia castillana (Frade & Bacelar, 1931)
- Iberesia machadoi Decae & Cardoso, 2006

## Ixamatus
Ixamatus Simon, 1887
- Ixamatus barina Raven, 1982
- Ixamatus broomi Hogg, 1901
- Ixamatus caldera Raven, 1982
- Ixamatus candidus Raven, 1982
- Ixamatus fischeri Raven, 1982
- Ixamatus lornensis Raven, 1985
- Ixamatus musgravei Raven, 1982
- Ixamatus rozefeldsi Raven, 1985
- Ixamatus varius (L. Koch, 1873)
- Ixamatus webbae Raven, 1982

## Kwonkan
Kwonkan Main, 1983
- Kwonkan anatolion Main, 1983
- Kwonkan eboracum Main, 1983
- Kwonkan goongarriensis Main, 1983
- Kwonkan moriartii Main, 1983
- Kwonkan silvestris Main, 1983
- Kwonkan wonganensis (Main, 1977)

## Longistylus
Longistylus Indicatti & Lucas, 2005
- Longistylus ygapema Indicatti & Lucas, 2005

## Lycinus
Lycinus Thorell, 1894
- Lycinus caldera Goloboff, 1995
- Lycinus domeyko Goloboff, 1995
- Lycinus epipiptus (Zapfe, 1963)
- Lycinus frayjorge Goloboff, 1995
- Lycinus gajardoi (Mello-Leitão, 1940)
- Lycinus longipes Thorell, 1894
- Lycinus quilicura Goloboff, 1995
- Lycinus tofo Goloboff, 1995

## Merredinia
Merredinia Main, 1983
- Merredinia damsonoides Main, 1983

## Mexentypesa
Mexentypesa Raven, 1987
- Mexentypesa chiapas Raven, 1987

## Namea
Namea Raven, 1984
- Namea brisbanensis Raven, 1984
- Namea bunya Raven, 1984
- Namea calcaria Raven, 1984
- Namea callemonda Raven, 1984
- Namea capricornia Raven, 1984
- Namea cucurbita Raven, 1984
- Namea dahmsi Raven, 1984
- Namea dicalcaria Raven, 1984
- Namea excavans Raven, 1984
- Namea flavomaculata (Rainbow & Pulleine, 1918)
- Namea jimna Raven, 1984
- Namea nebulosa Raven, 1984
- Namea olympus Raven, 1984
- Namea salanitri Raven, 1984
- Namea saundersi Raven, 1984

## Nemesia
Nemesia Audouin, 1826
- Nemesia africana (C. L. Koch, 1838)
- Nemesia albicomis Simon, 1914
- Nemesia angustata Simon, 1873
- Nemesia arboricola Pocock, 1903
- Nemesia arenicola Simon, 1902
- Nemesia athiasi Franganillo, 1920
- Nemesia bacelarae Decae, Cardoso & Selden, 2007
- Nemesia barbara (Lucas, 1846)
- Nemesia berlandi Frade & Bacelar, 1931
- Nemesia bristowei Decae, 2005
- Nemesia caementaria (Latreille, 1799)
- Nemesia caranhaci Decae, 1995
- Nemesia carminans (Latreille, 1818)
- Nemesia cavicola (Simon, 1889)
- Nemesia cecconii Kulczyński, 1907
- Nemesia cellicola Audouin, 1826
- Nemesia congener O. P.-Cambridge, 1874
- Nemesia corsica Simon, 1914
- Nemesia crassimana Simon, 1873
- Nemesia cubana (Franganillo, 1930)
- Nemesia daedali Decae, 1995
- Nemesia didieri Simon, 1892
- Nemesia dorthesi Thorell, 1875
- Nemesia dubia O. P.-Cambridge, 1874
- Nemesia dubia (Karsch, 1878)
- Nemesia eleanora O. P.-Cambridge, 1873
- Nemesia elongata (Simon, 1873)
- Nemesia fagei Frade & Bacelar, 1931
- Nemesia fertoni Simon, 1914
  - Nemesia fertoni sardinea Simon, 1914
- Nemesia hispanica L. Koch, 1871
- Nemesia ibiza Decae, 2005
- Nemesia ilvae Caporiacco, 1950
- Nemesia incerta O. P.-Cambridge, 1874
- Nemesia kahmanni Kraus, 1955
- Nemesia macrocephala Ausserer, 1871
  - Nemesia macrocephala occidentalis Frade & Bacelar, 1931
- Nemesia maculatipes Ausserer, 1871
- Nemesia manderstjernae L. Koch, 1871
- Nemesia meridionalis (Costa, 1835)
- Nemesia pannonica Herman, 1879
  - Nemesia pannonica budensis Kolosváry, 1939
  - Nemesia pannonica coheni Fuhn & Polenec, 1967
- Nemesia pavani Dresco, 1978
- Nemesia randa Decae, 2005
- Nemesia raripila Simon, 1914
- Nemesia santeugenia Decae, 2005
- Nemesia santeulalia Decae, 2005
- Nemesia sanzoi Fage, 1917
- Nemesia seldeni Decae, 2005
- Nemesia simoni O. P.-Cambridge, 1874
- Nemesia sinensis Pocock, 1901
- Nemesia transalpina (Doleschall, 1871)
- Nemesia uncinata Bacelar, 1933
- Nemesia ungoliant Decae, Cardoso & Selden, 2007
- Nemesia valenciae Kraus, 1955
- Nemesia vittipes Simon, 1911

## Neostothis
Neostothis Vellard, 1925
- Neostothis gigas Vellard, 1925

## Pionothele
Pionothele Purcell, 1902
- Pionothele straminea Purcell, 1902

## Prorachias
Prorachias Mello-Leitão, 1924
- Prorachias bristowei Mello-Leitão, 1924

## Psalistopoides
Psalistopoides Mello-Leitão, 1934
- Psalistopoides emanueli Lucas & Indicatti, 2006
- Psalistopoides fulvimanus Mello-Leitão, 1934

## Pselligmus
Pselligmus Simon, 1892
- Pselligmus infaustus Simon, 1892

## Pseudoteyl
Pseudoteyl Main, 1985
- Pseudoteyl vancouveri Main, 1985

## Pycnothele
Pycnothele Chamberlin, 1917
- Pycnothele auronitens (Keyserling, 1891)
- Pycnothele modesta (Schiapelli & Gerschman, 1942)
- Pycnothele perdita Chamberlin, 1917
- Pycnothele piracicabensis (Piza, 1938)
- Pycnothele singularis (Mello-Leitão, 1934)

## Rachias
Rachias Simon, 1892
- Rachias aureus (Mello-Leitão, 1920)
- Rachias brachythelus (Mello-Leitão, 1937)
- Rachias caudatus (Piza, 1939)
- Rachias conspersus (Walckenaer, 1837)
- Rachias dispar (Simon, 1891)
- Rachias dolichosternus (Mello-Leitão, 1938)
- Rachias odontochilus Mello-Leitão, 1923
- Rachias timbo Goloboff, 1995
- Rachias virgatus Vellard, 1924

## Raveniola
Raveniola Zonstein, 1987
- Raveniola caudata Zonstein, 2009
- Raveniola chengbuensis Xu & Yin, 2002
- Raveniola chinensis (Kulczyński, 1901)
- Raveniola concolor Zonstein, 2000
- Raveniola fedotovi (Charitonov, 1946)
- Raveniola ferghanensis (Zonstein, 1984)
- Raveniola hebeinica Zhu, Zhang & Zhang, 1999
- Raveniola hyrcanica Dunin, 1988
- Raveniola kopetdaghensis (Fet, 1984)
- Raveniola micropa (Ausserer, 1871)
- Raveniola niedermeyeri (Brignoli, 1972)
- Raveniola pontica (Spassky, 1937)
- Raveniola recki (Mcheidze, 1983)
- Raveniola redikorzevi (Spassky, 1937)
- Raveniola sinensis (Zhu & Mao, 1983)
- Raveniola virgata (Simon, 1891)
- Raveniola vonwicki Zonstein, 2000
- Raveniola xizangensis (Hu & Li, 1987)
- Raveniola zaitzevi (Charitonov, 1948)

## Sinopesa
Sinopesa Raven & Schwendinger, 1995
- Sinopesa guangxi Raven & Schwendinger, 1995
- Sinopesa kumensis Shimojana & Haupt, 2000
- Sinopesa maculata Raven & Schwendinger, 1995

## Spiroctenus
Spiroctenus Simon, 1889
- Spiroctenus armatus Hewitt, 1913
- Spiroctenus broomi Tucker, 1917
- Spiroctenus cambierae (Purcell, 1902)
- Spiroctenus coeruleus Lawrence, 1952
- Spiroctenus collinus (Pocock, 1900)
- Spiroctenus curvipes Hewitt, 1919
- Spiroctenus exilis Lawrence, 1938
- Spiroctenus flavopunctatus (Purcell, 1903)
- Spiroctenus fossorius (Pocock, 1900)
- Spiroctenus fuligineus (Pocock, 1902)
- Spiroctenus gooldi (Purcell, 1903)
- Spiroctenus inermis (Purcell, 1903)
- Spiroctenus latus Purcell, 1904
- Spiroctenus lightfooti (Purcell, 1902)
- Spiroctenus lignicolus Lawrence, 1937
- Spiroctenus londinensis Hewitt, 1919
- Spiroctenus lusitanus Franganillo, 1920
- Spiroctenus marleyi Hewitt, 1919
- Spiroctenus minor (Hewitt, 1913)
- Spiroctenus pallidipes Purcell, 1904
- Spiroctenus pardaliana (Simon, 1903)
- Spiroctenus pectiniger (Simon, 1903)
- Spiroctenus personatus Simon, 1888
- Spiroctenus pilosus Tucker, 1917
- Spiroctenus punctatus Hewitt, 1916
- Spiroctenus purcelli Tucker, 1917
- Spiroctenus sagittarius (Purcell, 1902)
- Spiroctenus schreineri (Purcell, 1903)
- Spiroctenus spinipalpis Hewitt, 1919
- Spiroctenus tricalcaratus (Purcell, 1903)
- Spiroctenus validus (Purcell, 1902)

## Stanwellia
Stanwellia Rainbow & Pulleine, 1918
- Stanwellia bipectinata (Todd, 1945)
- Stanwellia grisea (Hogg, 1901)
- Stanwellia hapua (Forster, 1968)
- Stanwellia hoggi (Rainbow, 1914)
- Stanwellia hollowayi (Forster, 1968)
- Stanwellia houhora (Forster, 1968)
- Stanwellia inornata Main, 1972
- Stanwellia kaituna (Forster, 1968)
- Stanwellia media (Forster, 1968)
- Stanwellia minor (Kulczyński, 1908)
- Stanwellia nebulosa (Rainbow & Pulleine, 1918)
- Stanwellia occidentalis Main, 1972
- Stanwellia pexa (Hickman, 1930)
- Stanwellia puna (Forster, 1968)
- Stanwellia regia (Forster, 1968)
- Stanwellia taranga (Forster, 1968)
- Stanwellia tuna (Forster, 1968)

## Stenoterommata
Stenoterommata Holmberg, 1881
- Stenoterommata arnolisei Indicatti et al., 2008
- Stenoterommata crassistyla Goloboff, 1995
- Stenoterommata curiy Indicatti et al., 2008
- Stenoterommata grimpa Indicatti et al., 2008
- Stenoterommata iguazu Goloboff, 1995
- Stenoterommata leporina (Simon, 1891)
- Stenoterommata maculata (Bertkau, 1880)
- Stenoterommata melloleitaoi Guadanucci & Indicatti, 2004
- Stenoterommata palmar Goloboff, 1995
- Stenoterommata platensis Holmberg, 1881
- Stenoterommata quena Goloboff, 1995
- Stenoterommata tenuistyla Goloboff, 1995
- Stenoterommata uruguai Goloboff, 1995

## Swolnpes
Swolnpes Main & Framenau, 2009
- Swolnpes darwini Main & Framenau, 2009
- Swolnpes morganensis Main & Framenau, 2009

## Teyl
Teyl Main, 1975
- Teyl harveyi Main, 2004
- Teyl luculentus Main, 1975
- Teyl walkeri Main, 2004
- Teyl yeni Main, 2004

## Teyloides
Teyloides Main, 1985
- Teyloides bakeri Main, 1985

## Xamiatus
Xamiatus Raven, 1981
- Xamiatus bulburin Raven, 1981
- Xamiatus ilara Raven, 1982
- Xamiatus kia Raven, 1981
- Xamiatus magnificus Raven, 1981
- Xamiatus rubrifrons Raven, 1981

## Yilgarnia
Yilgarnia Main, 1986
- Yilgarnia currycomboides Main, 1986
- Yilgarnia linnaei Main, 2008